# 特種作戰武器霰彈槍
特種作戰武器霰彈槍（英語：Special Operations Weapon）是一種自動霰彈槍，曾由美國海軍海豹部隊在越南戰爭時使用。設計者是海軍特種武器中心的工程師Carroll Childers。